# بودا (بوداپست)
بودا (مجاری: Buda) قسمت غربی بوداپست، پایتخت مجارستان است که در کرانه غربی دانوب قرار دارد. بودا که در قدیم، پایتخت پادشاهی مجارستان بود، در ۱۷ نوامبر ۱۸۷۳ با پست و اُبودا ادغام شد و شهر بوداپست از آن پس رسماً شکل گرفت. مکان‌هایی مانند قلعه بودا، سیتادلا و کاخ شاندور که اقامتگاه ریاست جمهوری است در بودا واقع شده‌اند.

## نگارخانه

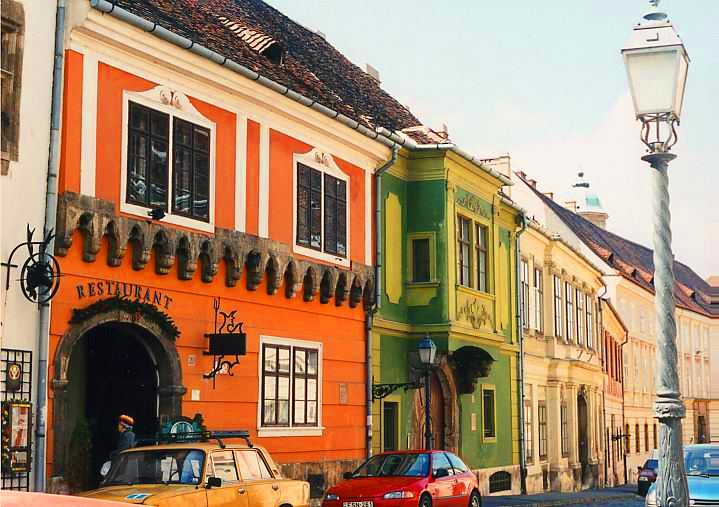
یکی از خیابانهای قلعه (Országház utca)
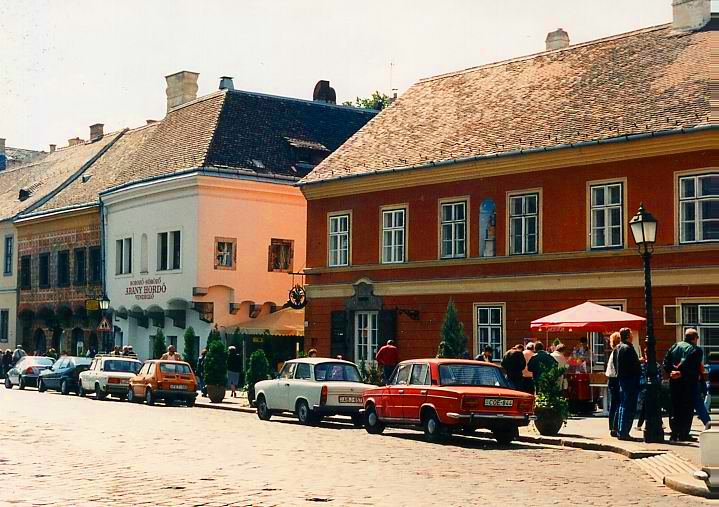
قدیمی‌ترین خانه‌های منطقهٔ قلعه (اکنون رستوران)
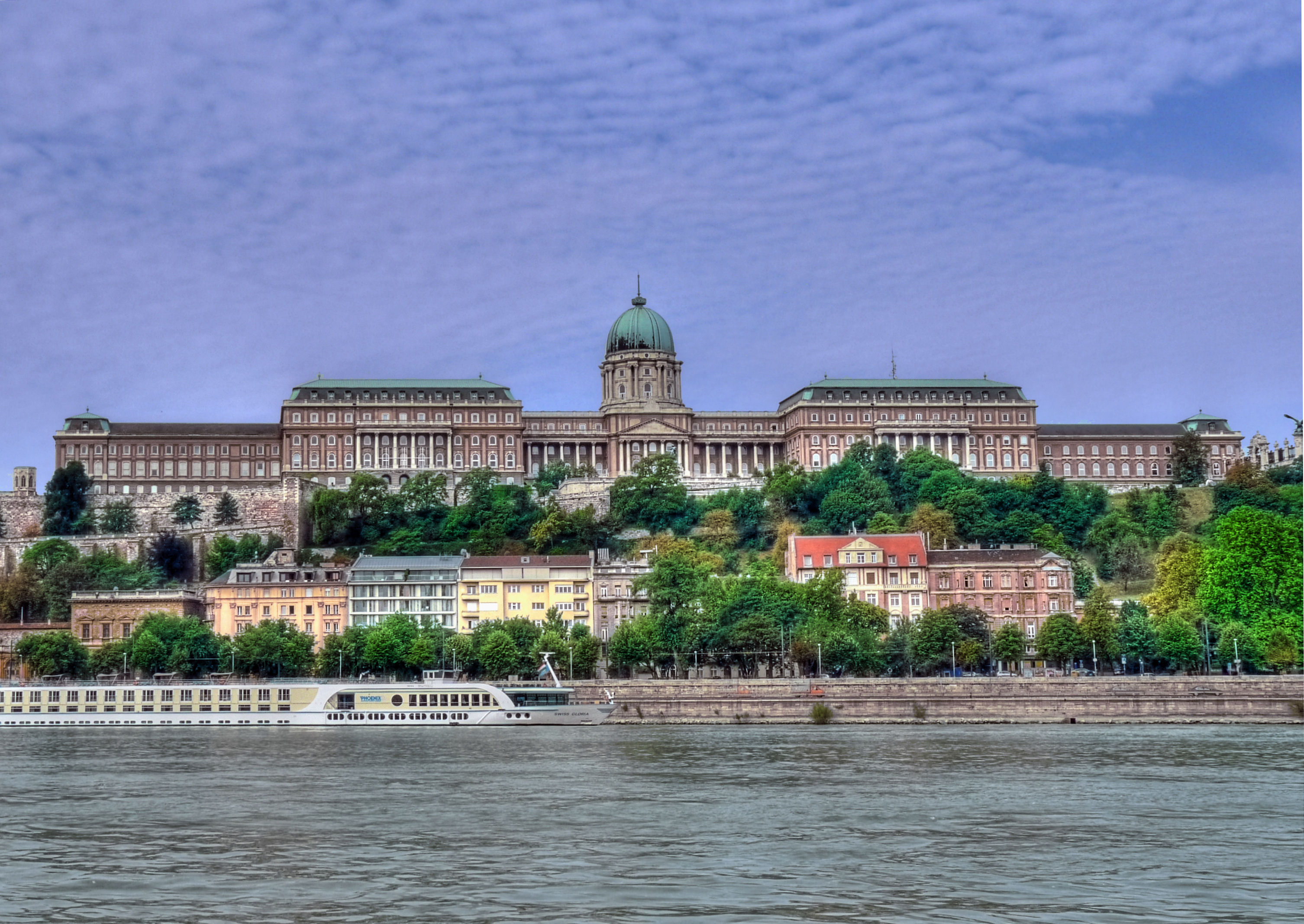
قلعه بودا
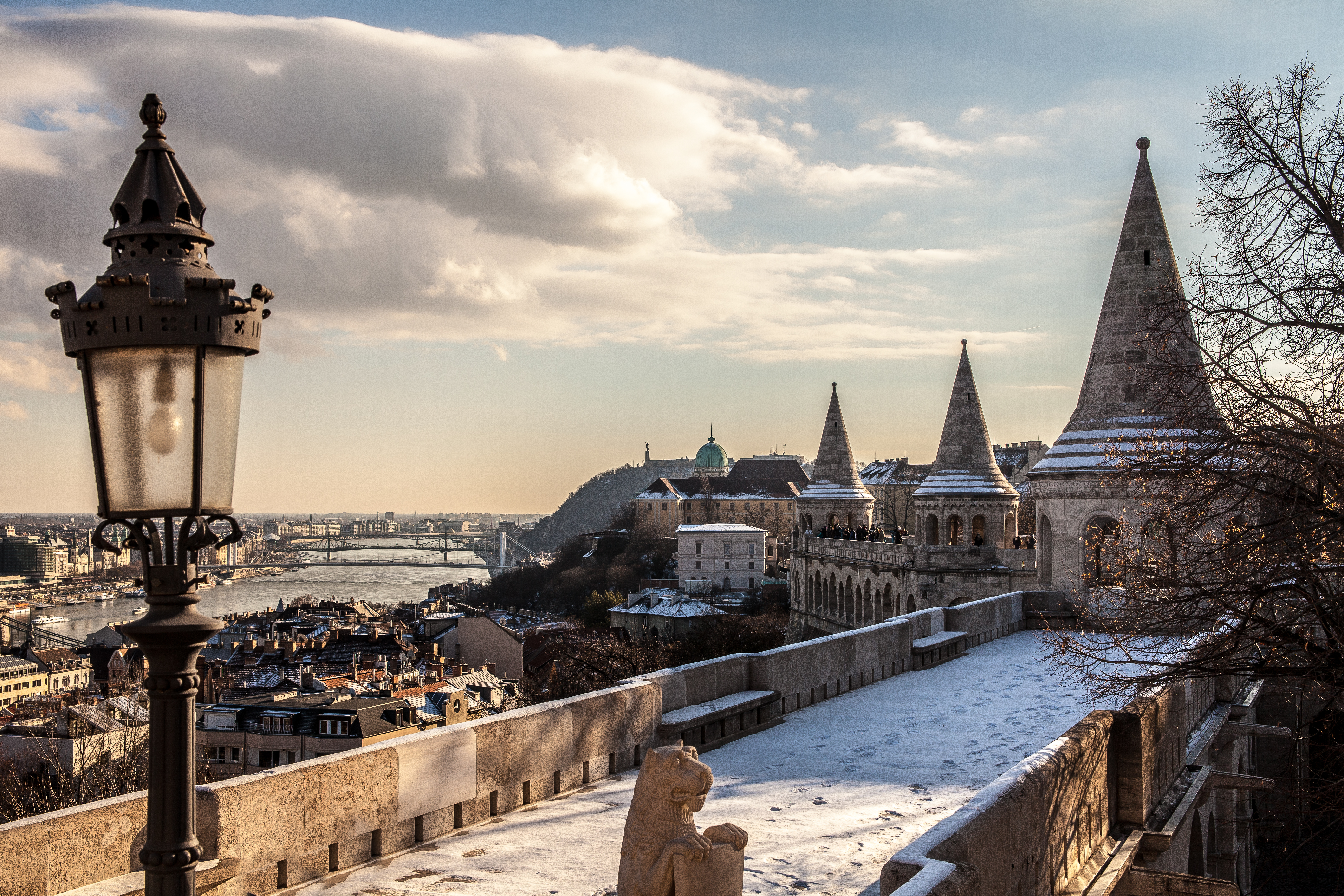
قلعهٔ ماهیگیر
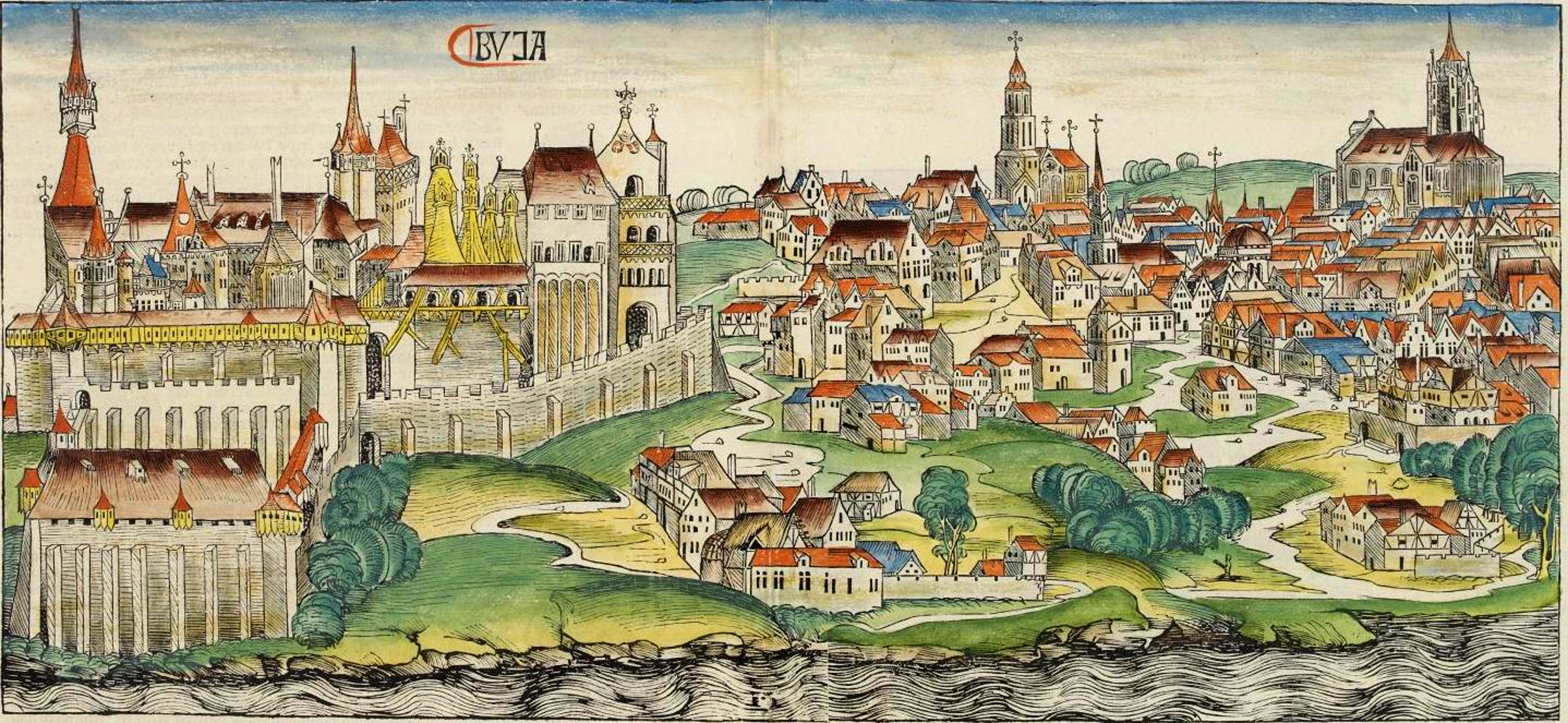
بودا در سده‌های میانه